# Alpaugh
Alpaugh és una població dels Estats Units a l'estat de Califòrnia. Segons el cens del 2000 tenia 761 habitants.

## Demografia
Segons el cens del 2000, Alpaugh tenia 761 habitants, 223 habitatges, i 167 famílies. La densitat de població era de 296,8 habitants per km².
Dels 223 habitatges en un 42,6% hi vivien nens de menys de 18 anys, en un 53,4% hi vivien parelles casades, en un 13% dones solteres, i en un 25,1% no eren unitats familiars. En el 21,5% dels habitatges hi vivien persones soles el 7,2% de les quals corresponia a persones de 65 anys o més que vivien soles. El nombre mitjà de persones vivint en cada habitatge era de 3,41 i el nombre mitjà de persones que vivien en cada família era de 3,89.
Per edats la població es repartia de la següent manera: un 37,8% tenia menys de 18 anys, un 10,5% entre 18 i 24, un 28% entre 25 i 44, un 15,5% de 45 a 60 i un 8,1% 65 anys o més.
L'edat mediana era de 26 anys. Per cada 100 dones de 18 o més anys hi havia 97,1 homes.
La renda mediana per habitatge era de 23.688 $ i la renda mediana per família de 23.854 $. Els homes tenien una renda mediana de 21.250 $ mentre que les dones 16.875 $. La renda per capita de la població era de 8.162 $. Entorn del 28% de les famílies i el 37,9% de la població estaven per davall del llindar de pobresa.

## Poblacions més properes
El següent diagrama mostra les poblacions més properes.